# 穂積濃美麻呂
穂積 濃美麻呂（ほづみ の のみまろ）は、奈良時代の人物。後世に大族・鈴木氏を出した紀州熊野系の穂積氏の祖。

## 経歴
当初は摂津国島上郡野身里に居住していたが、紀伊国牟婁郡熊野に下向して熊野大社の神職となった。

## 系譜
宮内庁書陵部蔵『華族系譜61 亀井家』による。
- 父：穂積男麻呂（穂積老？[1]）
- 母：芦屋漢人富主女（坂上大宿禰同祖）
- 妻：不詳
- 生母不明の子女
  - 男子：穂積兄麻呂
  - 男子：穂積忍麻呂 - 熊野速玉大社禰宜